# Pitcairnia kressii
Pitcairnia kressii är en gräsväxtart som beskrevs av Hans Edmund Luther. Pitcairnia kressii ingår i släktet Pitcairnia och familjen Bromeliaceae.
Artens utbredningsområde är Panamá. Inga underarter finns listade i Catalogue of Life.